# Lista de representantes permanentes da Maurícia nas Nações Unidas
Esta é uma lista de representantes permanentes da Maurícia, ou outros chefes de missão, junto da Organização das Nações Unidas em Nova Iorque.
A Maurícia foi admitida como membro das Nações Unidas a 24 de abril de 1968.
| Início | Término | Representante permanente (Chefe de missão) | Cargo                    | Credenciais |
| ------ | ------- | ------------------------------------------ | ------------------------ | ----------- |
| 1968   | 1969    | Guy Balancy                                | Representante permanente |             |
| 1969   | 1982    | Radha Ramphul                              | Representante permanente |             |
| 1982   | 1983    | Armand Maudave                             | Representante permanente |             |
| 1983   | 1987    | Ramesh Sreekissoon                         | Representante permanente |             |
| 1987   | 1995    | Sateeanand Peerthum                        | Representante permanente |             |
| 1996   | 1999    | Michel Taye Wan Chat Kwong                 | Representante permanente | 1996-07-23  |
| 1999   | 2001    | Anund Neewoor                              | Representante permanente | 1999-02-03  |
| 2001   | 2006    | Jagdish Koonjul                            | Representante permanente | 2001-07-03  |
| 2006   | 2010    | Somduth Soborun                            | Representante permanente | 2006-05-30  |
| 2011   | 2015    | Jaya Nyamrajsingh Meetarbhan               | Representante permanente | 2011-01-24  |
| 2015   | atual   | Jagdish Dharamchand Koonjul                | Representante permanente | 2015-11-24  |